# Villaverde del Río
Villaverde del Río es un municipio español de la provincia de Sevilla, Andalucía.

## Geografía
Su extensión superficial es de 41 km² y tiene una densidad de 190,83 hab/km². Se encuentra situado a una altitud de 17 metros y a 26 kilómetros de la capital de provincia, Sevilla. 
Está bañado por el río Guadalquivir, por el río Viar (donde desemboca) y se halla a las faldas de Sierra Morena, de donde baja el río siete arroyos.

## Geografía humana

### Demografía
Cuenta con una población de 7794 habitantes (INE 2024).
| Gráfica de evolución demográfica de Villaverde del Río entre 1842 y 2021                                              |
| |
| Población de derecho según los censos de población del INE. Población de hecho según los censos de población del INE. |

| 6669                      | 6633 | 6598 | 6632 | 6532 | 6515 | 6555 | 6631 | 6685 | 6780 | 7178 | 7840 |
| (Fuente: INE [Consultar]) |      |      |      |      |      |      |      |      |      |      |      |

### Economía

#### Evolución de la deuda viva municipal
El concepto de deuda viva contempla sólo las deudas con cajas y bancos relativas a créditos financieros, valores de renta fija y préstamos o créditos transferidos a terceros, excluyéndose, por tanto, la deuda comercial.
| Gráfica de evolución de la deuda viva del Ayuntamiento de Villaverde del Río entre 2008 y 2023                |
| |
| Deuda viva del Ayuntamiento de Villaverde del Río, en miles de euros, según datos del Ministerio de Hacienda. |

## Escudo
En su campo un castillo acompañado de dos leones rampantes aferrados a la fortaleza con tres de sus miembros, mientras que el restante descansa en las gradas de tres cuerpos situadas bajo aquel. Una cinta flotante con la leyenda Villa de Villaverde rodea a castillo y leones.

## Fiestas
La Cabalgata de Reyes Magos es muy conocida en la comarca, y la procesión de su patrona, Nuestra Señora de Aguas Santas el día 8 de septiembre, en su paso-custodia, con la particularidad de que para en todas y cada una de las puertas de su recorrido. Es una de las imágenes más antiguas de la Península, datada probablemente del siglo VI o VII. En la catedral de Sevilla existe una réplica.

## Naturaleza
Villaverde del Río pertenece a una zona privilegiada de zonas naturales. Por el pueblo transcurren además del río Guadalquivir el río Viar y el arroyo Siete Arroyos, que nace en la localidad de Castilblanco de los Arroyos. La cuenca del Siete Arroyos presenta una rica variedad de árboles, arbustos y animales además de bonitos paisajes, que cuenta con diversos saltos de agua muy visitados por lugareños y del resto de la provincia de Sevilla.
También se destaca que a menudo se convocan concursos de pesca en la orilla del Guadalquivir.